# K-300 Bastion

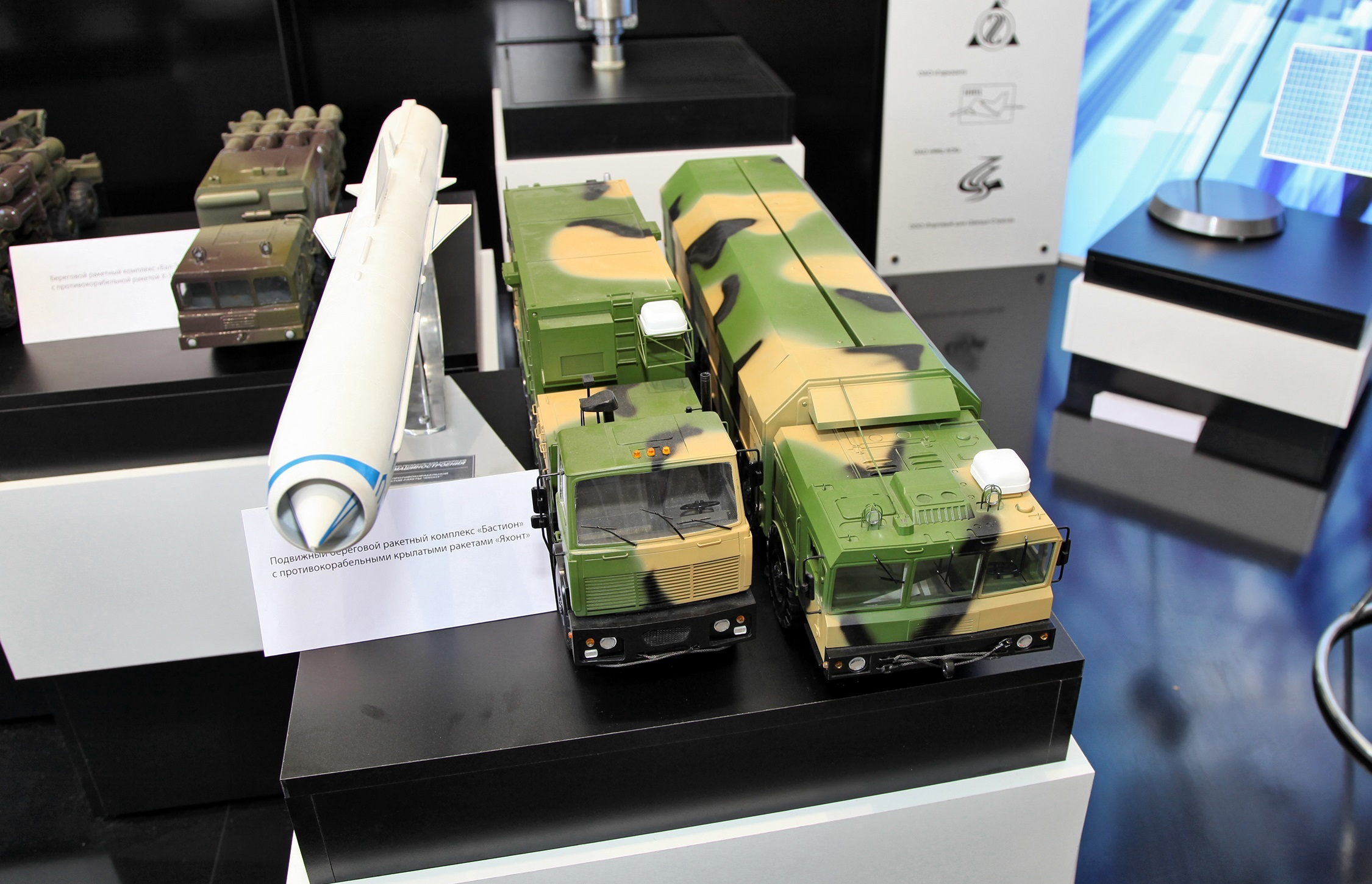
Modell eines 3K55-Raketenkomplexes

K-300 Bastion (GRAU-Index 3K55, NATO-Codename: SSC-5 «Stooge») ist ein Raketensystem der Küstenverteidigung, das mit dem Seezielflugkörper SS-N-26 Strobile ausgestattet ist. Das belarussische Unternehmen Tekhnosoyuzproekt war bei der Entwicklung involviert.

## Einsatzgebiet
Das Raketensystem wurde konzipiert, um Kriegsschiffe verschiedener Klassen und Typen, Marineinfanterieverbände, Schiffskonvois aller Art (dazu gehören auch Flugzeugträgerverbände) und sonstige feindliche Ziele, die unter anderem über elektronische Störsender und starke Flugabwehr verfügen, zu bekämpfen. Die Öffentlichkeit wurde besonders im März 2014 auf das „3K55“-Raketensystem im Laufe der völkerrechtswidrigen Annexion der Krim durch Russland aufmerksam, nachdem die russischen Streitkräfte auf der Halbinsel einige Fahrzeuge mit Transport- bzw. Startcontainern im gefechtsbereiten Zustand aufstellten. Auch der Angriff auf Bodenziele gehörte ab 2022 zum Aufgabenbereich der russischen Einheiten.

## Modifikationen
- Bastion-P: mobile Version des Raketensystems auf dem MZKT-7930-Chassis.[4]
- Bastion-S: stationäre Version in Raketensilos,[5] welches erstmals bis zum Jahr 2020 einsatzbereit sein sollte. Des Weiteren könne das System Drohnen und schwimmfähige, hydroakustische Stationen bekommen.[6]

## Beschreibung

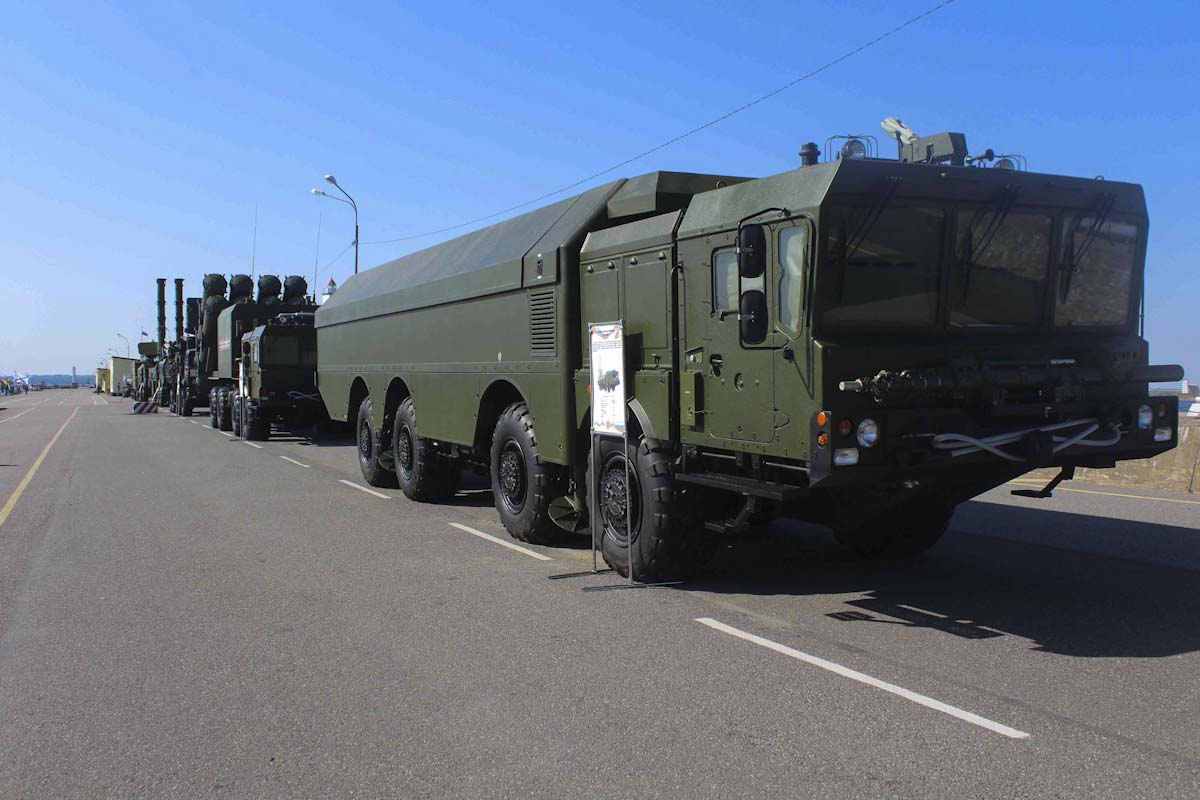
Russisches Raketensystem K-300P (2018)

Im Folgenden sind Bestandteile des mobilen Raketensystems „Bastion-P“, im Hinblick auf den Export, aufgeführt:
- Raketen SS-N-26 Strobile
- Fahrzeuge mit den Transport- bzw. Startcontainern (für die Raketen) auf dem MAZ-7930-Chassis mit einer Besatzung von 3 Mann
- Fahrzeug der Kommandozentrale auf dem Chassis des KamAZ-43101 oder MAZ-65273 mit jeweils einer Besatzung von 4 Mann
- Zusätzlicher Kommandostab mit Apparatur der Recheneinheit und Informationsverarbeitung mit automatischem Kontrollsystem
- Zusätzliche Servicefahrzeuge:
  - Transport- bzw. Ladefahrzeuge mit zusätzlichen Raketen
  - Fahrzeuge mit der technischen Gewährleistung der Einsatzbereitschaft
  - Trainingskomplex zu Schulungszwecken des Personals
  - Hubschrauber mit zusätzlichem Zielerfassungssystem, des Weiteren kann ein zusätzliches Radar, mit der Bezeichnung „Monolith-B“, zum Raketenkomplex hinzugeschaltet werden

Eine Batterie „Bastion-P“ in der Standardausführung besteht aus folgenden Bestandteilen:
- 4 Fahrzeuge mit jeweils 2 Transport- bzw. Startcontainern und den dazugehörigen Raketen und einer Besatzung mit jeweils 3 Mann
- 1–2 Fahrzeuge der Kommandozentrale mit einer Besatzung von 5 Mann
- 1 Fahrzeug der technischen Gewährleistung der Einsatzbereitschaft
- 4 Transport- bzw. Ladefahrzeuge mit zusätzlichen Raketen

## Technische Daten
Die folgenden Daten beziehen sich auf die „Bastion-P“-Ausführung:
- Die maximale Anzahl an Raketen im Rahmen eines Systems beträgt 24 (12 Transport- bzw. Startcontainer mit jeweils 2 Raketen).
- Intervall bei einer Raketensalve (zwischen der ersten und zweiten Rakete) aus 1 Fahrzeug mit Transport- bzw. Startcontainern beträgt maximal 2,5 Sekunden.
- Die Zeit bis zur Gefechtsbereitschaft aus dem Transportmodus beträgt maximal 5 Minuten.
- Die Zeit der ununterbrochenen autonomen Gefechtsbereitschaft mit dem Fahrzeug der Kommandozentrale, ohne weitere externe Servicefahrzeuge, beträgt 30 Tage.
- Die garantierte Einsatzdauer beträgt 10 Jahre.
- Der Einsatzradius des Raketensystems beträgt mindestens 600 km.

## Nutzerstaaten

### Aktuelle Nutzer
- Russland – Ab 2021 befinden sich mindestens 56 Transport- bzw. Startfahrzeuge des „3K55“-Raketensystems im Dienst.[8][9][10][11][12]
Eine „3K55“-Einheit in der „Bastion-P“-Version besteht aus 4 Transport- bzw. Startfahrzeugen,[13] die u. a. wie folgt disloziert sind:
Schwarzmeerflotte:[14] Mindestens drei „3K55“-Einheiten, die u. a. innerhalb der 11. Artilleriebrigade der Küstenwache in der Nähe der Stadt Anapa und der 15. Artilleriebrigade in Sewastopol disloziert sind.[15] Die Einheit aus Sewastopol wurde im Jahr 2016 nach Syrien gebracht, dessen Lücke durch eine weitere Einheit geschlossen wurde.[16]
Russische Pazifikflotte: Mindestens drei „3K55“-Einheiten innerhalb der 18. Artillerieabteilung auf der Insel Iturup des Kurilen-Archipels,[17] in der Region Primorje,[18] und der 520. getrennten Raketen- und Artilleriebrigade auf der Halbinsel Kamtschatka im Jelisowski rajon.[19]
Nordflotte: Mindestens zwei „3K55“-Einheiten,[20] u. a. auf der Kotelny-Insel.[21]
Baltische Flotte: Mindestens eine „3K55“-Einheit in der Oblast Kaliningrad.[22]
Marinebasis Tartus: Mindestens eine „3K55“-Einheit.[23]
- Syrien –  Maximal zwei „3K55“-Einheiten befinden sich ab dem Dezember 2011 im Dienst.[24]
- Vietnam – Mindestens zwei „3K55“-Einheiten befinden sich ab dem Oktober 2011 im Dienst.[25]

### Ehemalige Interessenten
- Venezuela –  Im Jahr 2015 wurden Verkaufsgespräche mit der venezolanischen Regierung über die „3K55“-Raketensysteme geführt.[26]